# Cocossula
Cocossula (Sula brewsteri) är en fågel i familjen sulor som förekommer i östra Stilla havet. Fram tills nyligen behandlades den som underart till brunsulan.

## Utbredning och systematik
Fågeln häckar på Channel Islands utanför södra Kalifornien samt i västra Mexiko från centrala Baja California och Californiaviken i nordvästra Mexiko till Revillagigedoöarna och Clipperton långt utanför centrala Mexikos respektivt sydvästra Mexikos kust. Den behandlas som monotypisk, det vill säga att den inte delas in i några underarter.

### Artstatus
Tidigare kategoriserades cocossulan som underart till brunsula. Sedan 2024 urskiljs den dock som egen art.

## Status och hot
IUCN erkänner den inte som art, varför dess hotstatus inte bestämts.